# NGC 6999
NGC 6999 ist eine linsenförmige Galaxie vom Hubble-Typ S0 im Sternbild Mikroskop am Südsternhimmel. Sie ist rund 494 Millionen Lichtjahre von der Milchstraße entfernt und hat einen Durchmesser von etwa 130.000 Lichtjahren. Die Galaxie ist das hellste und daher namensgebende Mitglied der sogenannten NGC-6999-Gruppe, zu der auch NGC 6998 gehört.
Entdeckt wurde das Objekt am 19. Oktober 1864 von Albert Marth.